# Actinia papuana
Actinia papuana is een zeeanemonensoort uit de familie Actiniidae. De anemoon komt uit het geslacht Actinia. Actinia papuana werd in 1833 voor het eerst wetenschappelijk beschreven door Quoy & Gaimard. 